# Šafránovka
Šafránovka (Memecylon) je rod rostlin z čeledi melastomovité. Zahrnuje asi 300 druhů a je rozšířen v tropech Starého světa. Šafránovky jsou dřeviny s jednoduchými vstřícnými listy a drobnými květy. Některé druhy mají význam v medicíně, jsou pěstovány jako okrasné rostliny nebo poskytují tvrdé dřevo.

## Popis
Šafránovky jsou keře nebo nevelké stromy, řidčeji vysoké stromy dorůstající výšky až 25 metrů (M. celastrinum). Listy jsou vstřícné, přisedlé nebo řapíkaté, obvykle kožovité a celokrajné. Žilnatina je zpeřená a pro čeleď melastomovité málo typická. Květenství jsou úžlabní vrcholíky nebo okolíky, někdy vyrůstající na starším dřevě. Květy jsou čtyřčetné, s miskovitou, zvonkovitou, nálevkovitou nebo téměř kulovitou češulí. Kališní lístky jsou srostlé. Korunní lístky jsou okrouhlé, podlouhlé nebo vejčité. Tyčinek je 8 a jsou si tvarově i velikostí podobné. Prašníky spočívají na zvětšeném spojidle, které je 2 až 3 x větší než prašník. Semeník je spodní, srostlý ze 3 až 5 plodolistů, kulovitý, s jednou čnělkou zakončenou vrcholovou bliznou. Obsahuje jedinou komůrku se 3 až 12 vajíčky. Plodem je dužnatá, kulovitá peckovice připomínající bobuli a obsahující jediné kulovité semeno.

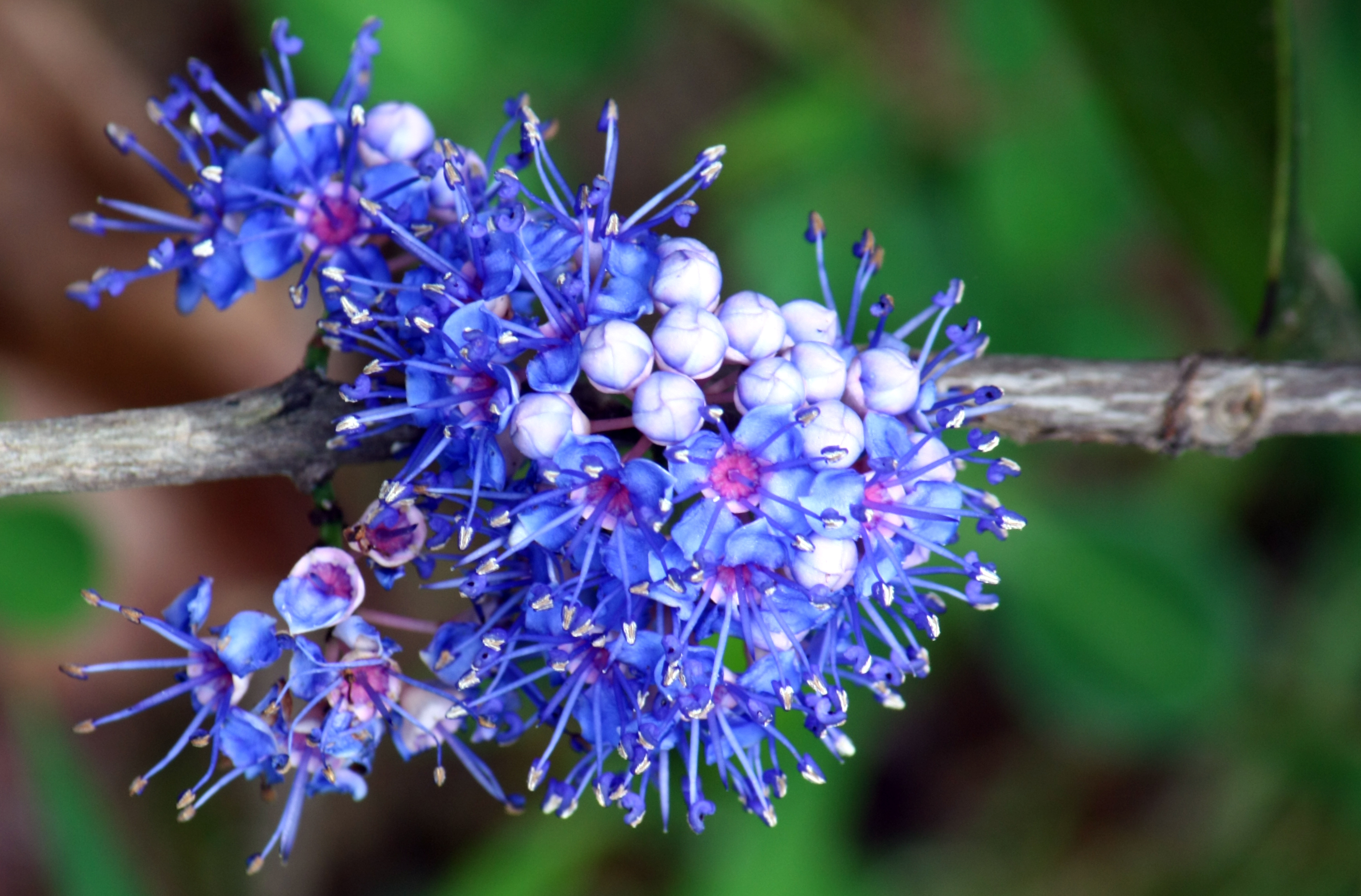
Detail květenství Memecylon umbellatum
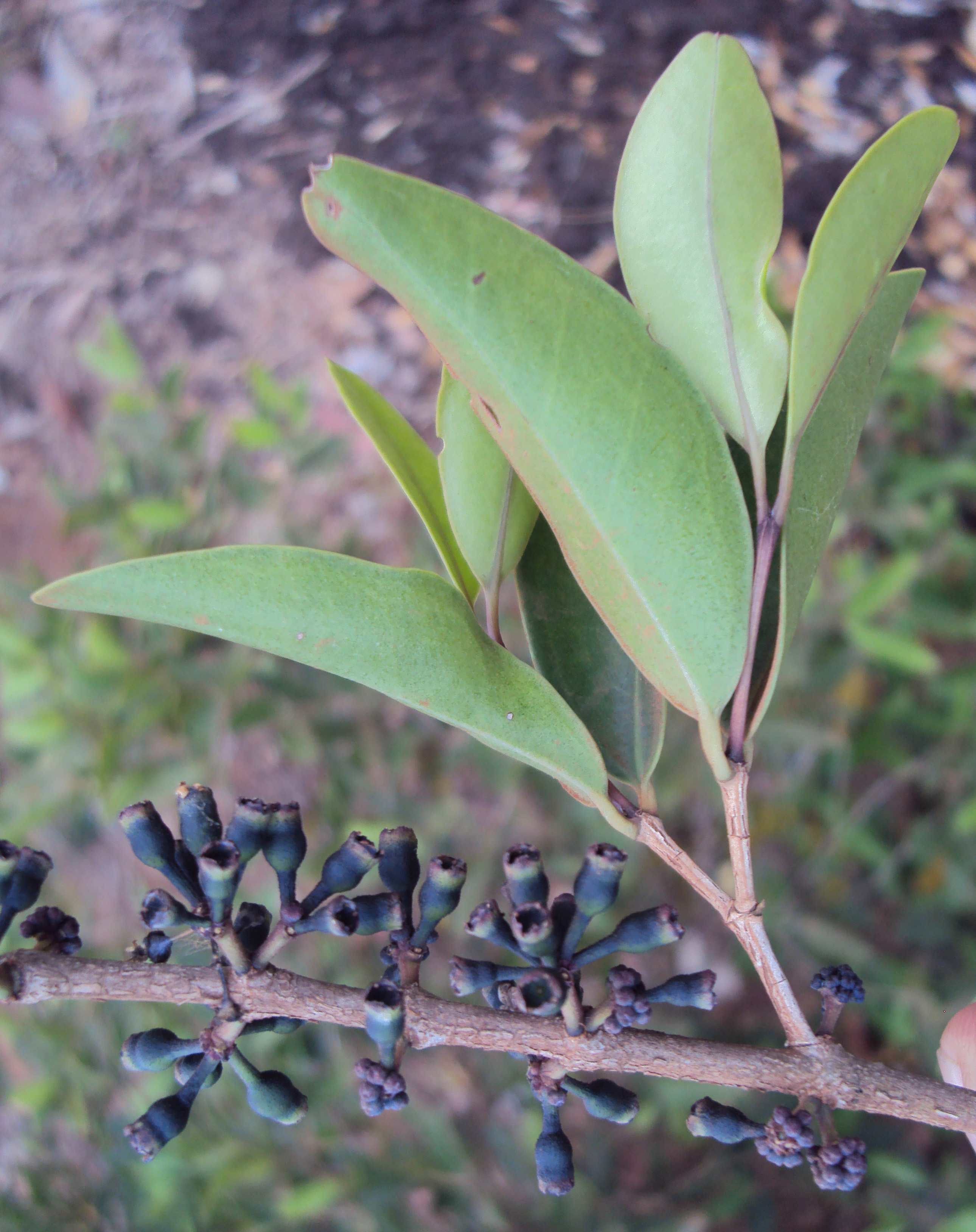
Listy a nezralé plody Memecylon edule
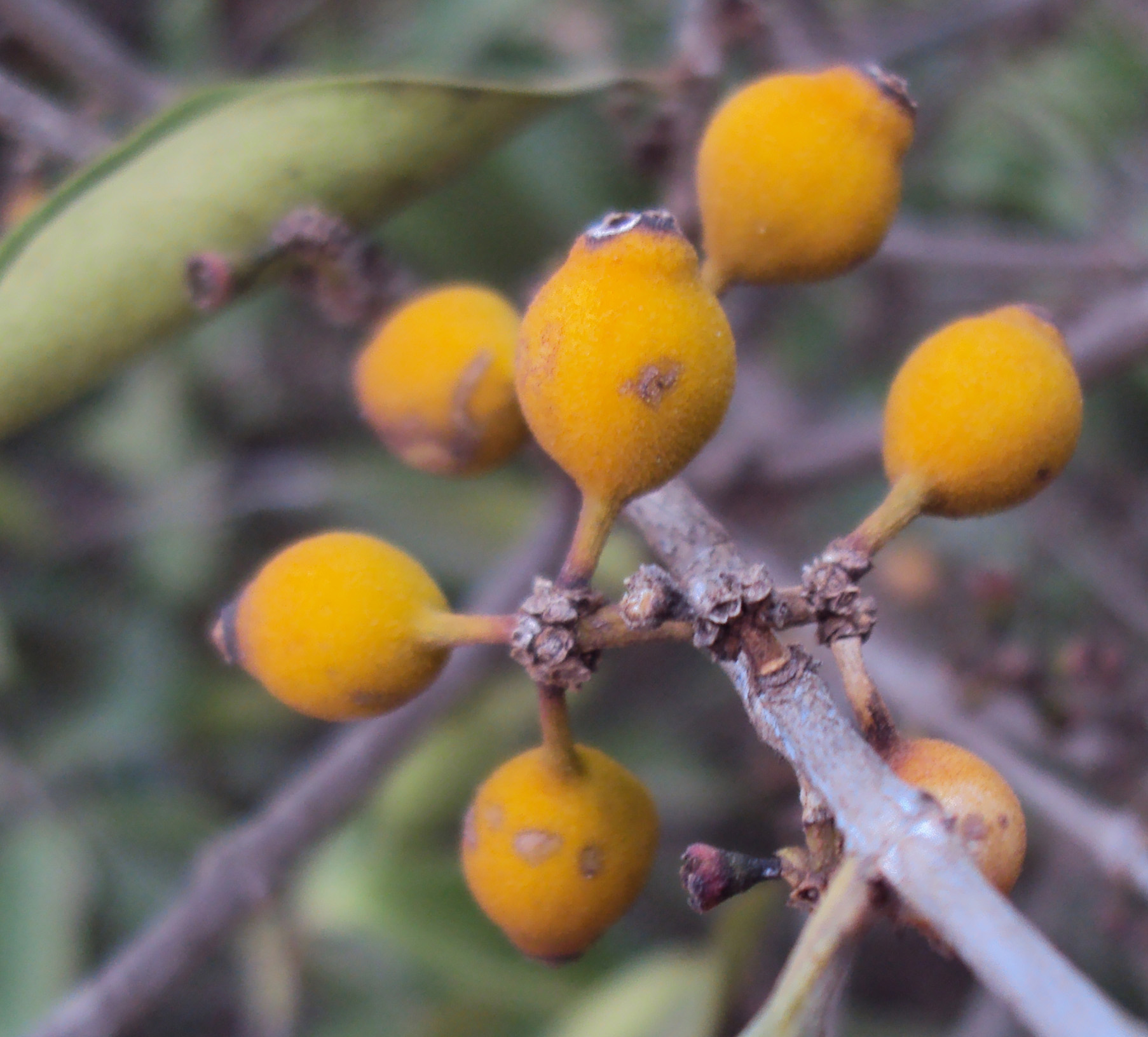
Plody Memecylon edule

## Rozšíření
Rod šafránovka zahrnuje asi 300 druhů. Je rozšířen v tropické Africe, Madagaskaru, Asii, Austrálii a Tichomoří. Šafránovky se vyskytují v rozličných biotopech od opadavých a poloopadavých tropických lesů po deštné nížinné či horské lesy. Rostou v nadmořských výškách až do 2000 metrů.

## Význam
V Indii je nejběžnějším druhem šafránovky druh Memecylon edule. Je pěstován jako okrasná rostlina, je těžen pro tvrdé dřevo (je znám jako iron wood tree) a listy slouží k výrobě žlutého barviva. Plody jsou jedlé a jsou vyhledávány zejména v době nedostatku. Listy, plody i kořeny jsou využívány v místní medicíně. Šafránovky mají zejména antioxidační, protizánětlivé a antimikrobiální účinky. Druh Memecylon edule má rovněž jedlé plody a používá se např. při hojení ran. V místní medicíně se využívají i jiné druhy, zejména M. malabaricum, M. lushingtonii a M. angustifolium.